# Isla Duque de York
La isla Duque de York está situada en el océano Pacífico en la región austral de Chile, al sur del golfo de Penas. Forma parte del archipiélago Madre de Dios. Tiene una superficie de 522 km², que la convierten en la 27ª isla mayor de Chile.
Administrativamente pertenece a la provincia Última Esperanza de la XII Región de Magallanes y la Antártica Chilena.
Desde hace aproximadamente 6.000 años sus costas fueron habitadas por el pueblo kawésqar.

## Historia
A contar de 1520, con el descubrimiento del estrecho de Magallanes, pocas regiones han sido tan exploradas como la de los canales patagónicos. En las cartas antiguas la región de la Patagonia, entre los paralelos 48° y 50° Sur, aparecía ocupada casi exclusivamente por una gran isla denominada “Campana” separada del continente por el “canal de la nación Calén”, nación que se supuso existió hasta el siglo XVIII entre los paralelos 48° y 49° de latitud sur.
Desde mediados del siglo XX esos canales son recorridos con seguridad por grandes naves de todas las naciones, gracias a los numerosos reconocimientos y trabajos hidrográficos efectuados en esas peligrosas costas.
Por más de 6.000 años estos canales y sus costas han sido recorridas por los kawésqar, indígenas, nómades canoeros. Hay dos hipótesis sobre su llegada a los lugares de poblamiento. Una, que procedían del norte siguiendo la ruta de los canales chilotes y que atravesaron hacia el sur cruzando el istmo de Ofqui. La otra es que procedían desde el sur y que a través de un proceso de colonización y transformación de poblaciones cazadoras terrestres, procedentes de la Patagonia Oriental, poblaron las islas del estrecho de Magallanes y subieron por los canales patagónicos hasta el golfo de Penas.

## Aspecto de las costas
Son una sucesión de tierras altas y barrancosas con numerosas cumbres y promontorios muy parecidos entre sí. Sus cabos y puntas terminan en forma abrupta. Lo anterior, unido al silencio y soledad del entorno hacen de estas islas y canales una de las regiones más bellas del planeta. 
Las costas son acantiladas y sus canales, en general son limpios y abiertos, donde hay escollos estos están invariablemente marcados por sargazos. En la costa oriental hay numerosas entradas que constituyen ensenadas o surgideros.
Existen alturas bastante notables que sirven para reconocer la entrada a los diferentes senos, canales o bahías. Estas están claramente indicadas en las respectivas cartas y derroteros de la región. En el extremo NE se alza el monte Vallejo de 829 metros de altura, hacia el interior de la costa oriental se eleva el pico Shergall de 453 metros y en la parte sur de la isla el pico Santiago de 725 metros.

## Geología
Todo el archipiélago patagónico data de la época terciaria; es producto de la misma causa geológica que hizo aparecer primero la cordillera de la Costa y luego la de los Andes. En la edad glacial, tomó su aspecto actual siendo la continuación hacia el sur de la cordillera de la Costa.
Es de origen ígneo por la clase de roca que lo constituye y por su relieve áspero e irregular, característico de las cadenas de erupción.

## Clima
La región es afectada continuamente por vientos del oeste y por el paso frecuente de sistemas frontales. Estos sistemas frontales se generan en la latitud 60° S, zona en la que confluyen masas de aire subtropical y masas de aire polar creando un cinturón de bajas presiones que forma los sistemas frontales.
Esta área tiene un clima que se conoce como “templado frío lluviosos” que se extiende desde la parte sur de la X Región de Los Lagos hasta el estrecho de Magallanes. Aquí se registran las máximas cantidades de precipitaciones, en isla Guarello se han alcanzado hasta 9.000 mm anuales.
La nubosidad atmosférica es alta, los días despejados son escasos. La amplitud térmica es reducida, la oscilación anual es de aproximadamente 4 °C con una temperatura media de 9 °C. Precipita durante todo el año siendo más lluvioso hacia el otoño.

## Ubicación
Está situada en 50°29′00″S 75°16′00″O / -50.48333, -75.26667 y 50°47′00″S 75°19′00″O / -50.78333, -75.31667

## Geografía
Es una isla de forma irregular, localizada frente al océano Pacífico, tiene un largo de 20 millas de N a S y su ancho varía entre 15 y 6 millas.. La isla tiene los siguientes límites:
- al norte, por el canal Oeste, cuyas aguas la separan de la isla Madre de Dios;
- al este, el canal Concepción, que la separa de las islas Inocentes, Lobos y Doñas;
- al oeste, el océano Pacífico.
- al sur, el océano Pacífico.

## Fondeaderos y surgideros
La costa oriental ofrece fondeadero en el seno Francisco, en seno Puntería las caletas Angosta y Patria y en el estero Shergall al interior puerto Shergall. En la costa occidental está puerto Morales.

## Faros y Balizas
En su extremo NE, sobre la ribera del canal Oste, se encuentra el faro automático Punta Anunciada.